# (29153) 1988 SY2
1988 أس واي 2 (ويعرف أيضًا باسم (29153) 1988 أس واي 2 وفق تسمية الكوكب الصغير) (بالإنجليزية: 1988 SY2)‏ هو كويكب ضمن حزام الكويكبات؛ وترتيبه 29153 من حيث الاكتشاف.
اكتُشف هذا الجُرم الفلكي بواسطة شيلت جون بوبي في 16 سبتمبر 1988.

## وصلات خارجية
- (29153) 1988 SY2 في قاعدة بيانات مختبر الدفع النفاث لأجرام النظام الشمسي الصغيرة

- الاكتشاف · مخطط المدار ·  العناصر المدارية · المعلمات المادية

- (29153) 1988 SY2 على موقع ويكي سكاي: DSS2, SDSS, GALEX, IRAS, Hydrogen α, X-Ray, Astrophoto, Sky Map, Articles and images